# Monteforte d'Alpone
Monteforte d'Alpone là một đô thị ở tỉnh Verona trong vùng Veneto của Ý, có cự ly khoảng 80 km về phía tây của Venice và khoảng 25 km về phía đông của Verona. Tại thời điểm ngày 31 tháng 12 năm 2004, đô thị này có dân số 7.597 người và diện tích là 20,4 km².
Đô thị Monteforte d'Alpone có các frazioni (đơn vị trực thuộc, chủ yếu là các làng) Brognoligo and Costalunga và Sarmazza.
Monteforte d'Alpone giáp các đô thị: Gambellara, Montecchia di Crosara, San Bonifacio và Soave.